# تورکیارولو
تورکیارولو (به ایتالیایی: Torchiarolo) یک کومونه در ایتالیا است که در استان بریندیزی واقع شده‌است. تورکیارولو ۳۲ کیلومتر مربع مساحت و ۵٬۴۵۳ نفر جمعیت دارد و ۲۸ متر بالاتر از سطح دریا واقع شده‌است.